# André Hazes junior

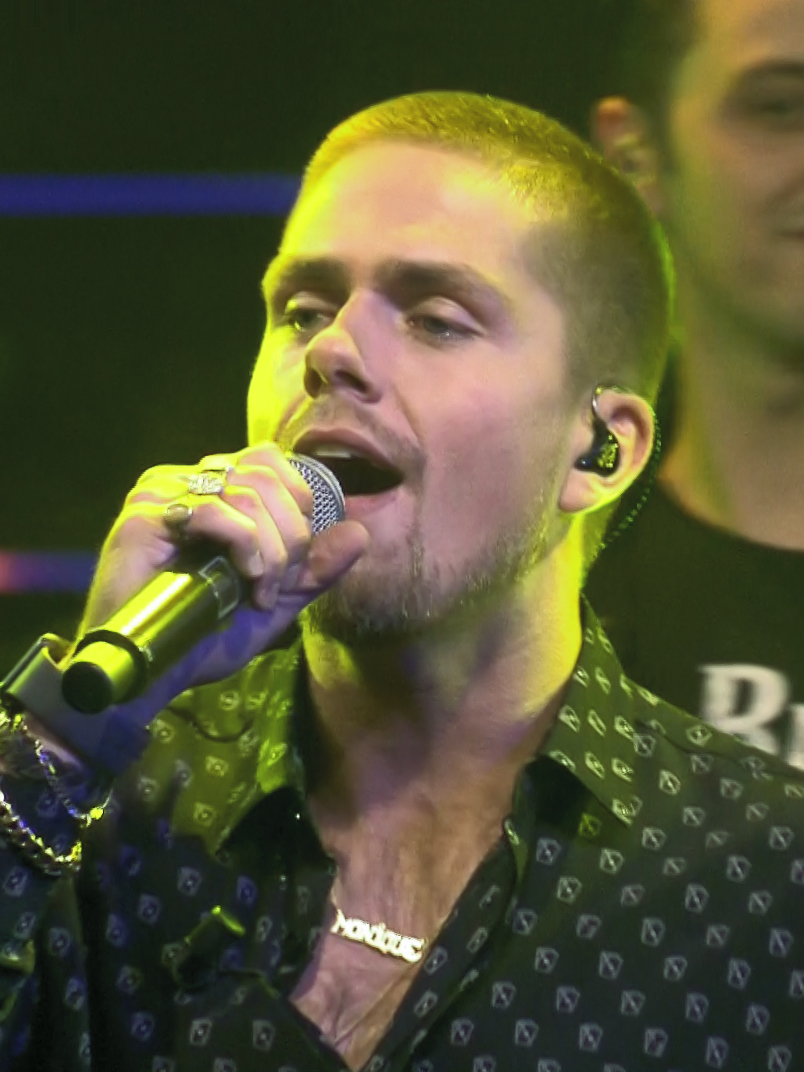
André Hazes Jr (2018)

André „Dré“ Hazes (* 21. Januar 1994) ist ein niederländischer Sänger.

## Leben
Hazes wurde als zweites Kind des Volkssängers André Hazes und dessen Ehefrau Rachel Hazes-van Galen geboren. Er wuchs zusammen mit seiner älteren Schwester, der Sängerin Roxeanne Hazes, in dem Dorf Vinkeveen auf. In den Mittelpunkt der Öffentlichkeit trat er erstmals während der Begräbnisfeier für seinen am 23. September 2004 verstorbenen Vater. Im Verlauf der Zeremonie, die vier Tage nach dem Tod vor 48.000 Zuschauern in der Amsterdam Arena und weiteren sechs Millionen Zuschauern vor den Fernsehern stattfand, hielt der zehnjährige Dré Hazes die Abschiedsrede.
Drei Jahre später spielte er für die TV-Dokumentation In Duet Met Hazes das Lied Bedankt Mijn Vriend ein, das sein Vater ursprünglich 1988 geschrieben und aufgenommen hatte. Bei der Neuaufnahme wurden die Originalspuren mit der Stimme André Hazes mit den von seinem Sohn gesungenen Sequenzen gemischt. Nach der Veröffentlichung erreichte die Single im Oktober 2007 Platz 1 der niederländischen Top-40-Hitparade. Im Kielwasser dieses Erfolgs nahm Dré Hazes sein Debütalbum Samen met Dré auf, das ausschließlich Duette mit anderen Künstlern enthält. Es erreichte ebenfalls Platz 1 der niederländischen Charts.

## Diskografie

### Alben
| Jahr | Titel                         | Höchstplatzierung, Gesamtwochen, AuszeichnungChartsChartplatzierungen (Jahr, Titel, Platzierungen, Wochen, Auszeichnungen, Anmerkungen) | Anmerkungen                                           |
| Jahr | Titel                         | NL | Anmerkungen                                           |
| ---- | ----------------------------- | --- | ----------------------------------------------------- |
| 2007 | Samen met Dré                 | NL1 ×3Dreifachplatin · (43 Wo.)NL | mit André Hazes                                       |
| 2008 | Samen met Dré Live in concert | NL10 (14 Wo.)NL | mit André Hazes                                       |
| 2010 | Van jou, voor jou             | NL8 (8 Wo.)NL | Erstveröffentlichung: 24. September 2010 mit Roxeanne |
| 2012 | Samen solo                    | NL16 (6 Wo.)NL | Erstveröffentlichung: 30. März 2012 mit Roxeanne      |
| 2014 | Mijn beste vriend             | NL38 (5 Wo.)NL | Erstveröffentlichung: 25. April 2014                  |
| 2016 | Leef                          | NL2 Gold · (34 Wo.)NL | Erstveröffentlichung: 11. März 2016                   |
| 2017 | Wijzer                        | NL1 Gold · (63 Wo.)NL | Erstveröffentlichung: 19. Mai 2017                    |
| 2018 | Anders                        | NL1 Gold · (20 Wo.)NL | Erstveröffentlichung: 28. September 2018              |
| 2019 | Kerst met André Hazes         | NL84 (1 Wo.)NL |                                                       |
| 2020 | Thuis                         | NL1 (7 Wo.)NL | Erstveröffentlichung: 18. September 2020              |
| 2023 | Op mijn lijf geschreven       | NL4 (2 Wo.)NL | Erstveröffentlichung: 6. Oktober 2023                 |

### Singles
| Jahr | Titel Album                       | Höchstplatzierung, Gesamtwochen, AuszeichnungChartsChartplatzierungen (Jahr, Titel, Album, Platzierungen, Wochen, Auszeichnungen, Anmerkungen) | Anmerkungen                                                            |
| Jahr | Titel Album                       | NL | Anmerkungen                                                            |
| ---- | --------------------------------- | --- | ---------------------------------------------------------------------- |
| 2007 | Bedankt mijn vriend Samen met Dré | NL1 (11 Wo.)NL | Erstveröffentlichung: 28. September 2007 mit André Hazes               |
| 2025 | Ze komt uit Amsterdam –           | NL28 (… Wo.)NL | Erstveröffentlichung: 12. Juni 2025 mit Kris Kross Amsterdam & Tabitha |

Weitere Singles
- 2014: Ik leef mijn eigen leven (NL: Platin)
- 2016: Leef (NL: ×2Doppelplatin )
- 2017: Wie kan mij vertellen (NL: Gold)
- 2017: Ik Haal Alles Uit Het Leven (NL: Gold)
- 2020: Doe het licht maar uit